# Згорний Веловлек
Згорний Веловлек (словен. Zgornji Velovlek) — поселення в общині Дестрник, Подравський регіон‎, Словенія.